# Prix ARCA CinemaGiovani
Le prix ARCA CinemaGiovani (italien : Premio Arca Cinema Giovani) est une distinction délivrée à l'occasion du festival international du film de Venise, ou Mostra de Venise. Le jury rassemble des jeunes de différentes nationalités, âgés de 18 à 26 ans. Ainsi, des jeunes en provenance du Canada, de Pologne, de Hongrie, ou encore du Maroc ont participé au jury par le passé. Le jury 2016 a rassemblé des jeunes venus d'Italie, de Tunisie et de France.

## Catégories
Un prix récompense le meilleur film italien, tandis qu'un autre est adressé au meilleur film international :
- Meilleur film italien
  - 2004: Nemmeno il destino
  - 2005: La bestia nel cuore
  - 2006: La rieducazione

- Meilleur film international

| Année | Lauréat                   | Réalisateur(s)                     | Pays de production | Référence |
| ----- | ------------------------- | ---------------------------------- | ------------------ | --------- |
| 2004  | Mar adentro               | Alejandro Amenabar                 | Espagne            |           |
| 2006  | Black Book                | Paul Verhoeven                     | Pays-Bas           |           |
| 2007  | La Graine et le Mulet     | Abdellatif Kechiche                | France Tunisie     |           |
| 2008  | The Hurt Locker           | Kathryn Bigelow                    | États-Unis         |           |
| 2009  | Soul Kitchen              | Fatih Akin                         | Allemagne          |           |
| 2010  | Balada Triste de Trompeta | Álex de la Iglesia                 | Espagne            |           |
| 2011  | Shame                     | Steve McQueen                      | Royaume-Uni        |           |
| 2012  | La Cinquième Saison       | Peter Brosens et Jessica Woodworth | Belgique           |           |
| 2013  | Miss Violence             | Alexandros Avranas                 | Grèce              |           |
| 2014  | Loin des hommes           | David Oelhoffen                    | France             |           |
| 2015  | Frenzy                    | Emin Alper                         | Turquie            |           |
| 2016  | Arrival                   | Denis Villeneuve                   | États-Unis         |           |
| 2017  | Foxtrot                   | Samuel Maoz                        | Israël             |           |
| 2018  | L'Œuvre sans auteur       | Florian Henckel von Donnersmarck   | Allemagne          |           |
| 2019  | Ema                       | Pablo Larraín                      | Chili              |           |
| 2020  | Pieces of a Woman         | Kornél Mundruczó                   | Canada             |           |
| 2021  | L’Événement               | Audrey Diwan                       | France             |           |
| 2022  | Athena                    | Romain Gavras                      | France             | [ 1 ]     |